# Stejar de plută
Stejarul de plută (Quercus suber) este un arbore de mărime medie, sempervirescent (își menține frunzele în toate anotimpurile), originar din Europa de Sud-Vest și Africa de Nord. Din scoarța lui se obține pluta. Frunzele lui au circa 4–7 cm lungime, pot fi lobulate sau zimțate, de culoare verde închisă și mai deschise pe spate. Ghindele sunt de 2–3 cm lungime.
Are o scoarță groasă și neregulată. Cu timpul scoarța crește și se poate recolta la fiecare 9-14 ani, în funcție de calitatea plutei, care depinde de precipitații. Grosimea optimă este dată de dopurile pentru sticle, acestea fiind principalul produs unde se valorifică pluta. Un dop standard are 38-44 mm lungime, iar pluta optimă recolectată ar trebui să fie de 50 mm. Recolectarea plutei nu dăunează arborelui, acesta având capacitatea de a produce o nouă scoarță, deci este un produs regenerabil. Stejarul de plută se cultivă pe zone mari în Spania, Portugalia, Alger, Maroc, Franța, Italia și Tunisia.
Stejarul de plută acoperă în aceste țări suprafețe de 2,5 milioane ha. Portugalia deține 50% din producția mondială și în această țară este interzisă tăierea stejarului de plută, excepție făcând doar arborii bătrâni și neproductivi.

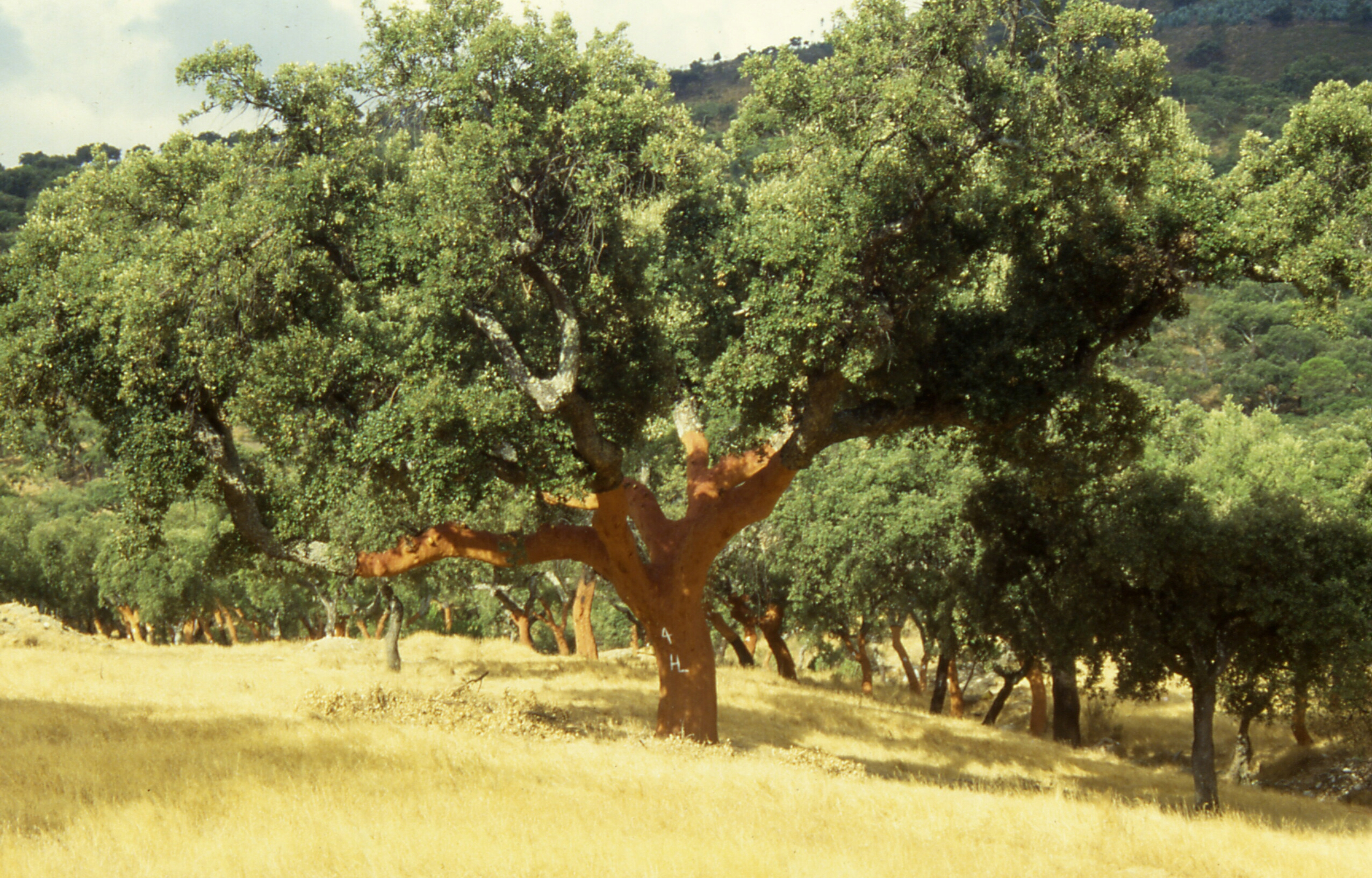
Stejar de plută / Portugalia

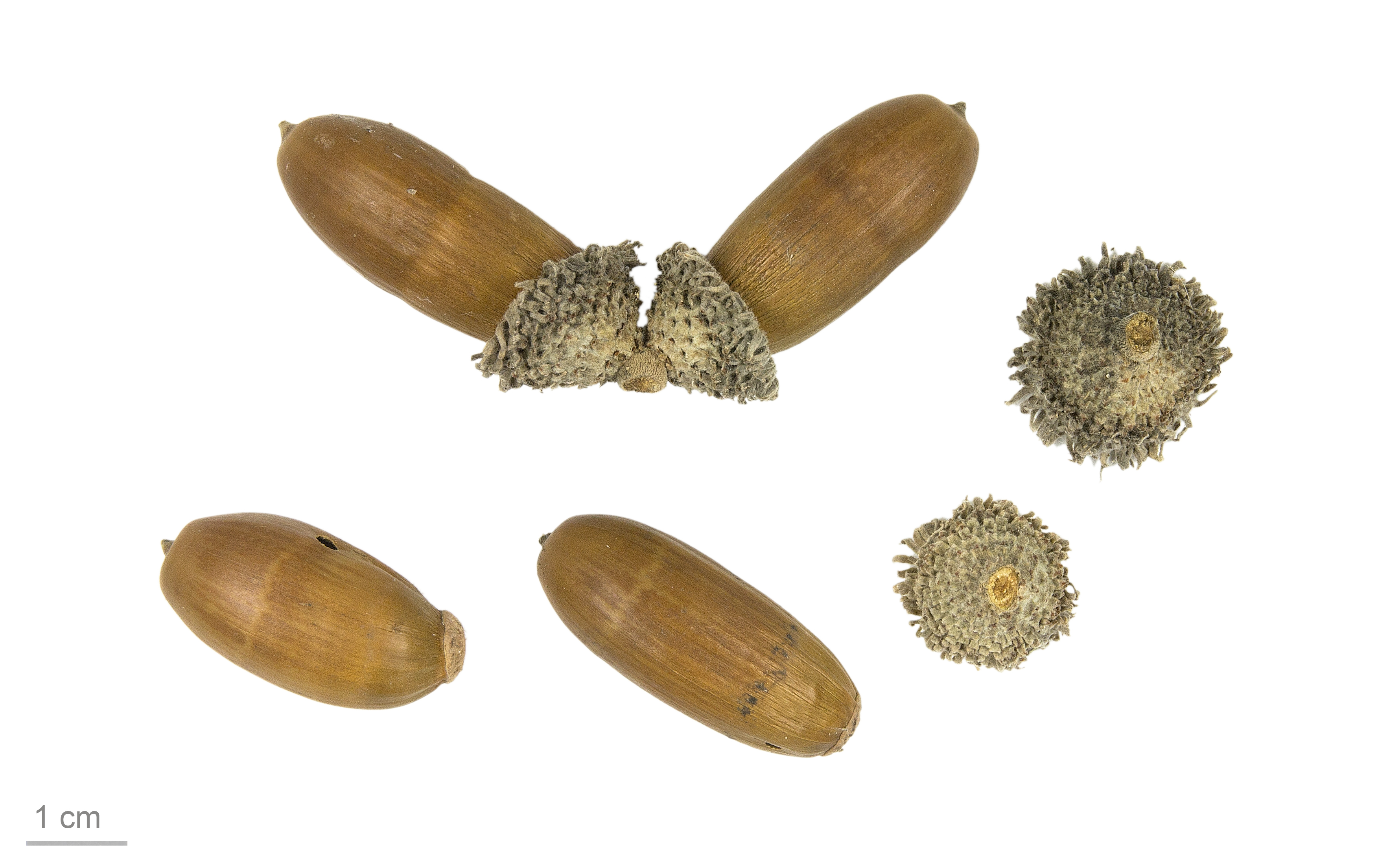
Quercus suber - MHNT

## Ecologie
Stejarul de plută este un component al pădurii mediteraneene și are nevoie de ierni mai blânde și umede decât stejarul, care îl precedă în interiorul continentului unde clima este continentală. Ghinda stejarului de plută se produce începând cu luna septembrie până în ianuarie.
Dezvoltarea stejarului de plută pare a fi evoluat ca specie care se protejează de foc, fenomen foarte frecvent în pădurile mediterane cu puține precipitații.
Importanța economică constă în conservarea de mari suprafețe de păduri și dezvoltarea durabilă a regiunilor unde se exploatează. Ghindele sunt folosite pentru alimentarea unui mare număr de animale, migratoare sau nu.

## Recoltare
Recoltarea scoarței de plută, folosită ca materie primă pentru dopuri, produse pentru izolație, materiale decorative, etc se face prima dată la 25 de ani de la plantarea stejarului. Următoarele recoltări se fac o dată la 9-10 ani (deoarece scoarța se reface natural dacă este corect recoltată). Doar începând cu cea de a treia recoltare scoarța are calitățile necesare producerii dopurilor de plută. Stejarii de plută pot trăi 200-250 de ani și în toată această perioadă scoarța se poate recolta o dată la 9-10 ani.

## Utilizări
Între diferitele utilizări ale plutei, putem să diferențiem în principal sigilarea sticlelor de băuturi alcoolice, pentru care se realizează numeroase probe de calitate. După selecționare cele care sunt respinse pentru deficiențe , sunt reciclate prin triturare fiind folosite la fabricarea plăcilor numite "conglomerate de plută" cu ajutorul a diferite procese.
Conglomeratele sunt folosite la învelirea sateliților (5–6 mm grosime), în izolarea pereților (pentru izolare termică), sau talpă în industria încălțămintei. Lemnul de Stejar de plută se folosește tradițional pentru a fabrica cărbune vegetal, dar nu cu rezultat așa bun ca cel de Stejar.
Fructele numite ghinde, sunt amare, deci nu sunt folosite direct în alimentația oamenilor, dar sunt folosite ca aliment pentru porcine.